# Isola di Polymnieli
L'isola di Polymnieli (o isola di Polymnie) è un'isola delle Seychelles. È la quarta isola più grande dell'Atollo di Aldabra, nel gruppo di isole omonimo, 1000 chilometri a sudovest dalla capitale del Paese, Victoria. L'isola ricopre un'area di 4,75 km² ed è disabitata.
Quest'isola forma parte del margine settentrionale dell'atollo di Aldabra. È separata dall'isola (occidentale) di Picard, ad ovest, dal canale Grand Passe, che comprende alcune isolette, e dall'isola (media) di Malabar, ad est, dal Passe Johnny.